# Beuren (Hochwald)
Pour les articles homonymes, voir Beuren.
Beuren (Hochwald) est une municipalité de la Verbandsgemeinde Hermeskeil, dans l'arrondissement de Trèves-Sarrebourg, en Rhénanie-Palatinat, dans l'ouest de l'Allemagne.